# Ерроу-Пойнт (Міссурі)
Ерроу-Пойнт (англ. Arrow Point) — селище (англ. village) в США, в окрузі Баррі штату Міссурі. Населення — 75 осіб (2020).

## Географія
Ерроу-Пойнт розташований за координатами 36°32′39″ пн. ш. 93°37′21″ зх. д. / 36.54417° пн. ш. 93.62250° зх. д. (36.544076, -93.622374).  За даними Бюро перепису населення США в 2010 році селище мало площу 0,50 км², уся площа — суходіл.

## Демографія
Згідно з переписом 2010 року, у селищі мешкало 86 осіб у 43 домогосподарствах у складі 26 родин. Густота населення становила 173 особи/км².  Було 79 помешкань (159/км²).
Расовий склад населення:
| - 98,8 % — білих |

До двох чи більше рас належало 1,2 %. Частка іспаномовних становила 0,0 % від усіх жителів.
За віковим діапазоном населення розподілялося таким чином: 15,1 % — особи молодші 18 років, 50,0 % — особи у віці 18—64 років, 34,9 % — особи у віці 65 років та старші. Медіана віку мешканця становила 56,0 року. На 100 осіб жіночої статі у селищі припадало 115,0 чоловіків;  на 100 жінок у віці від 18 років та старших — 102,8 чоловіків також старших 18 років.
За межею бідності перебувало 13,6 % осіб, у тому числі 12,0 % дітей у віці до 18 років та 0,0 % осіб у віці 65 років та старших.
Цивільне працевлаштоване населення становило 59 осіб. Основні галузі зайнятості: освіта, охорона здоров'я та соціальна допомога — 32,2 %, фінанси, страхування та нерухомість — 22,0 %, роздрібна торгівля — 10,2 %, виробництво — 10,2 %.